# Departament Budownictwa Ministerstwa Spraw Wojskowych
Departament Budownictwa Ministerstwa Spraw Wojskowych - organ pracy II Wiceministra Spraw Wojskowych właściwy w sprawach budownictwa, w tym budownictwa fortyfikacji, inspekcji budowlanej oraz administracji nieruchomościami pozostającymi pod zarządem wojskowym.
8 marca 1919 roku Minister Spraw Wojskowych przemianował Sekcję Budowlaną przy Departamencie Technicznym na Sekcję Budownictwa Wojskowego, a wszystkie zarządy budowlane podległe sekcji, na zarządy budownictwa wojskowego. Sekcja zajmowała się sprawami budownictwa wojskowego. Szef sekcji podlegał Inspektorowi Budynków Wojskowych w Ministerstwie Spraw Wojskowych.
- szef sekcji - płk Grzegorz Stefanowicz
- Kancelaria
- Wydział Administracyjno-Organizacyjny
- Wydział Gospodarczy - inż. urzędnik wojskowy VI rangi Stanisław Mszczonowski
- Wydział Budowlany
- Wydział Kwaterunkowy
- Wydział Inżynierów do Zleceń

Z dniem 10 marca 1920 roku na bazie Sekcji Budownictwa Wojskowego został zorganizowany Departament VIII Budownictwa MSWojsk. w składzie:
- p.o. szefa departamentu - płk Grzegorz Stefanowicz
- pomocnik szefa departamentu - inż. urzędnik wojskowy Czesław Gajzler
- inspektor budownictwa - gen. ppor. Władysław Poklewski-Koziełł
- szef Sekcji I Organizacyjno-Kwaterunkowej - inż. urzędnik wojskowy VI rangi Tadeusz Grzywińskim
- szef Sekcji II Budowlano-Technicznej - inż. urzędnik wojskowy VI rangi Józef Wesołowski
- szef Sekcji III Zaopatrzenia - por. Jan Abramowicz
- naczelnik Wydziału Kontroli Robót - inż. urzędnik wojskowy VI rangi Stanisław Mszczonowski[5]
- kierownik Kancelarii - urz. Stefan Rotkel

W listopadzie 1925 roku zostali wyznaczeni na stanowiska:
- p.o. szefa Wydziału I Ogólnego – mjr kanc. Atanazy Cybula
- p.o. szefa Wydziału II Budowy i Utrzymania – mjr sap. inż. Leon Szczepański
- szefa Wydziału III Rachunkowo-Budżetowego – ppłk sap. inż. Władysław Topolnicki
- szefa Wydziału IV Projektów – płk kanc. inż. Felicjan Staniszewski
- p.o. kierownika Samodzielnego Referatu Ewidencji – kpt. kanc. inż. Stefan Kuznowicz

17 kwietnia 1939 roku została wprowadzona nowa organizacja Departamentu Budownictwa MSWojsk.
- szef departamentu - inż. Leopold Toruń
- Wydział Inspekcji Budowlanej
- Wydział Budowlany
- Wydział Administracyjno-Budżetowy
- Zarząd Nieruchomości
- Samodzielny Referat Instalacji
- Referat Mobilizacyjny

## Szefowie departamentu
- płk Grzegorz Stefanowicz
- inż. Zygmunt Wieliński (od 20 V 1925[7]
- inż. Leopold Toruń (1929 – 1939)